# Campylomyza subsicca
Campylomyza subsicca är en tvåvingeart som beskrevs av Fedotova 2004. Campylomyza subsicca ingår i släktet Campylomyza och familjen gallmyggor. Inga underarter finns listade i Catalogue of Life.